# Каверы Пушного
«Каверы Пушного» — кавер-альбом российского рок-музыканта, шоумена и ведущего Александра Пушного, выпущенный на лейбле Navigator Records в 2021 году.

## История
Альбом «Каверы Пушного» был выпущен 1 апреля 2021 года на лейбле Navigator Records. В альбом вошли 16 композиций, ранее опубликованных на YouTube-канале Александра Пушного: кавер-версии советских и российских хитов разных лет и жанров в «Металических стилях»: «Трава у дома», «Всё идёт по плану», «18 мне уже», «От винта» (из мультсериала «Смешарики») и др.; а также кавер-версии заставок телепрограмм «6 кадров» и «Галилео». По словам Александра Пушного, на приобретение авторских прав на оригинальные композиции было потрачено полтора миллиона рублей.

Эпиграфом к новому альбому можно смело назвать строчку из песни Фила Коллинза «I’ve been waiting for this moment for all my life» (Я ждал этого момента всю свою жизнь). Ещё в 1987 году, когда отец подарил мне первую гитару, я уже стал играть все песни, которые мне нравились, в своей обработке. Когда появился компьютер и современные способы записи, стало возможно записать эти песни качественно. Когда появился интернет, стало возможным показать эти песни: друзьям, соседям, родственникам. Но когда моя аудитория выросла, то все правообладатели сказали: «Старик, ты теперь СМИ и всё, что ты выложишь у себя на YouTube, теперь считается публикацией, а публиковать ты ничего не можешь без лицензии, так что покупай лицензию». И я подумал, если я покупаю лицензию, почему бы мне не издать лицензионный альбом собственных каверов? Вот это и случилось! Конечно, я понимаю, что все давным-давно всё скачали и слушают, но эти же люди просили издать что-то, чтобы купить этот альбом и уже официально им пользоваться. Вот это и произошло!
— Александр Пушной

## Критика
Алексей Мажаев (InterMedia) оценивает альбом достаточно высоко и отмечает, что:

Альбом «Каверы Пушного» действительно расширяет горизонты отношения слушателей к кавермейкерским упражнениям Александра. По первой паре треков может показаться, что его излюбленный метод с тяжелыми аранжировками и хриплым ором, так сказать, исчерпаем, но по ходу пластинки он претерпевает массу неожиданных изменений. <…> Как показывает сборник, музыкальные предпочтения Пушного крайне широки и местами совершенно неочевидны.
— Алексей Мажаев

## Список композиций
| №                   | Название                     | Текст песни                      | Музыка                                          | Оригинальный исполнитель | Длительность |
| ------------------- | ---------------------------- | -------------------------------- | ----------------------------------------------- | ------------------------ | ------------ |
| 1.                  | «Трава у дома»               | Анатолий Поперечный              | Владимир Мигуля, Александр Пушной               | «Земляне»                | 2:52         |
| 2.                  | «От винта!»                  | Марина Ланда, Сергей Васильев    | Марина Ланда, Сергей Васильев, Александр Пушной | Антон Виноградов         | 2:56         |
| 3.                  | «6 кадров»                   | Александр Бачило                 | Александр Пушной                                | Александр Пушной         | 2:32         |
| 4.                  | «День рожденья»              | Стас Костюшкин, Денис Клявер     | Стас Костюшкин, Денис Клявер, Александр Пушной  | «Чай вдвоём»             | 3:09         |
| 5.                  | «Балалайка»                  | Михаил Танич                     | Игорь Николаев, Александр Пушной                | Алла Пугачёва            | 3:35         |
| 6.                  | «Кукушка»                    | Виктор Цой                       | Виктор Цой, Александр Пушной                    | «Кино»                   | 3:35         |
| 7.                  | «Всё идёт по плану»          | Егор Летов                       | Егор Летов, Александр Пушной                    | «Гражданская оборона»    | 4:02         |
| 8.                  | «Я — то, что надо»           | Валерий Сюткин, Александр Пушной | Валерий Сюткин, Александр Пушной                | «Браво»                  | 3:24         |
| 9.                  | «Как на войне»               | Глеб Самойлов                    | Глеб Самойлов, Александр Пушной                 | «Агата Кристи»           | 3:03         |
| 10.                 | «18 мне уже»                 | Сергей Жуков, Алексей Потехин    | Сергей Жуков, Алексей Потехин, Александр Пушной | «Руки Вверх!»            | 2:58         |
| 11.                 | «Эй, ухнем!»                 | народные                         | Александр Пушной                                | Фёдор Шаляпин и др.      | 4:07         |
| 12.                 | «Наверноепотомучто»          | Позитив, Надежда Дорофеева       | Позитив, Надежда Дорофеева, Александр Пушной    | «Время и Стекло»         | 2:48         |
| 13.                 | «Улетели листья»             | Николай Рубцов                   | Александр Морозов, Александр Пушной             | «Форум»                  | 2:40         |
| 14.                 | «Галилео рок-титры»          | Александр Пушной                 | Александр Пушной                                | Александр Пушной         | 2:24         |
| 15.                 | «Переведи меня через майдан» | Юнна Мориц, Виталий Коротич      | Сергей Никитин, Александр Пушной                | Сергей Никитин           | 3:00         |
| 16.                 | «Песенка Красной шапочки»    | Юлий Ким                         | Алексей Рыбников, Александр Пушной              | Ольга Рождественская     | 3:56         |
| Общая длительность: | Общая длительность:          | Общая длительность:              | Общая длительность:                             | Общая длительность:      | 51:08        |

## Видеоклипы
| Год  | Название                     |
| ---- | ---------------------------- |
| 2017 | «Переведи меня через майдан» |
| 2017 | «День рожденья»              |
| 2017 | «18 мне уже»                 |
| 2017 | «Всё идёт по плану»          |
| 2019 | «Эй, ухнем»                  |
| 2019 | «Балалайка»                  |
| 2020 | «Трава у дома»               |
| 2020 | «Галилео рок-титры»          |
| 2020 | «6 кадров»                   |
| 2020 | «От винта!»                  |
| 2020 | «Я — то, что надо»           |
| 2020 | «Кукушка»                    |
| 2021 | «Как на войне»               |
| 2021 | «Наверноепотомучто»          |
| 2021 | «Улетели листья»             |
| 2021 | «Песенка Красной шапочки»    |

## Участники записи
- Александр Пушной — вокал, ритм-гитара, соло-гитара, бас-гитара ударные, e-drum, клавишные.
- Денис Клявер — вокал (13).
- Михаил Жучков — соло-гитара, идеи
- Песня «Переведи меня через Майдан» является первой композицией, на которую Александр сделал «8-ми струнный» кавер.